# Bailliage d'Amont
Pour les articles homonymes, voir Amont.
 (février 2013).
Si vous disposez d'ouvrages ou d'articles de référence ou si vous connaissez des sites web de qualité traitant du thème abordé ici, merci de compléter l'article en donnant les références utiles à sa vérifiabilité et en les liant à la section « Notes et références ».

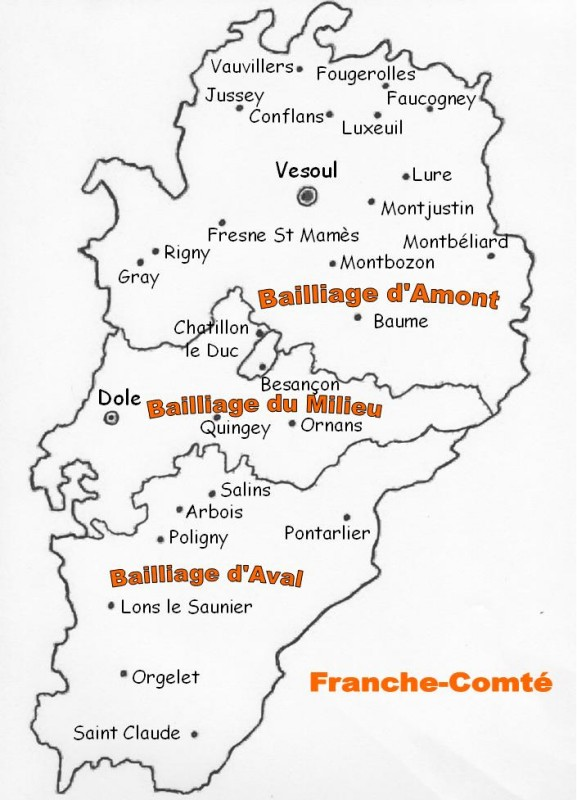
Les trois bailliages de Franche Comté

Le bailliage d'Amont est une ancienne circonscription administrative et judiciaire, qui a existé de 1333 à la Révolution française. C'était l'un des trois bailliages de Franche-Comté. Il comprenait l'actuel territoire de la Haute-Saône et une partie de celui du Doubs.
Sa capitale était Vesoul et son centre économique Gray.

## Composition
Le bailliage couvrait le versant sud-ouest des Vosges, le plateau de la haute Saône et la région de Baumes les Nones. Il était constitué de bailliages locaux, prévôtés et abbayes :
- prévôté de Jussey (1649-1791)
- prévôté de Port-sur-Saône (dans l'ancien comté de Port, comme Vesoul)
- prévôté de Faucogney (pays du Chanois), (1605-1790)
- prévôté de Montjustin-et-Velotte (1672-1786),
- prévôté de Montbozon (1607-1791)
- prévôté de Cromary (secteur de Rioz, pays du Jorans), (1660-1790)
- prévôté de Chariez (1713-1790)
- prévôté de Conflans-en-Bassigny, prévôté du Barrois mouvant du bailliage de Bassigny  (1597-1789)
- prévôté de Jonvelle (1738-1790)
- prévôté de Passavant (1601)
- prévôté de Villars-le-Pautel (1787-1789)
- prévôté des mines de Château-Lambert (1609-1666).
- bailliage de Baume-les-Dames (dans l'ancien comté de Varais), (1546-1792)
- bailliage de Vesoul (1508-1792)
- bailliage de Gray (dans l'ancien comté d'Amaous), (1555-1790)
- bailliage de Alaincourt (1624-1789)
- bailliage de Champlitte (1614-1790)
- bailliage de Fougerolles (1608-1790)
- bailliage de Héricourt (1699-1790)
- bailliage de Jonvelle (1667-1790)
- bailliage de  Raddon (1650-1790)
- bailliage de Saint-Loup (1687-1790)
- bailliage de Vauvillers (1593-1790).
- abbaye de Luxeuil, dite terre de Luxeuil (pays de la Chaux), (1620-1791), indépendante du bailliage d'Amont[3].
- abbaye de Lure (1625-1793)
- justices seigneuriales (1527-1793).

## Histoire
Le bailliage d'Amont fut instauré en 1333 durant le Moyen Âge tardif.
Il était constitué de trois chambres qui votaient séparément et qui était chacune composé de 12 membres : chambre du clergé, chambre de la noblesse et chambre du tiers.
La circonscription fut supprimée en 1790.